# Zariquiegui
Zariquiegui (baskisch Zarikiegi) ist ein kleiner Ort am Jakobsweg Camino Francés, in der Autonomen Gemeinschaft Navarra, administrativ gehört er zur Gemeinde Cendea de Cizur.
Der Ort liegt am Rande des Bergzugs Sierra del Perdón, den der Jakobsweg am Alto del Perdón passiert. Die spätromanische Pfarrkirche San Andrés wurde im 13. Jahrhundert erbaut. Sie besteht aus einem Schiff mit Kreuzgewölbe und quadratischem Turm. Außen zeichnet sie sich durch ein Portal aus, dessen Tympanon mit einem großen Chrismon geschmückt ist. Die Kapitelle sind mit vegetalen Motiven verziert. Im Inneren befindet sich ein romantisches Altarretabel aus der ersten Hälfte des 17. Jahrhunderts.
Das Patronatsfest wird am vorletzten Juniwochenende gefeiert.